# Дивово (станция)
Ди́вово — железнодорожная станция Рязанского направления Московской железной дороги в Рыбновском районе Рязанской области. Входит в Рязанский центр организации работы железнодорожных станций ДЦС-2 Московской дирекции управления движением. По основному характеру работы является промежуточной, по объёму работы отнесена к 4 классу.
Является ближайшей железнодорожной станцией к селу Константиново - родине С. А. Есенина, который в 1912 году отправился с этой станции в Москву покорять литературное общество. В этой связи на станции установлен памятник поэту.

## Пассажирское движение
Электропоезда ходят на Голутвин, Москву и на Рязань I и Рязань II. Посадочные платформы низкие и не оборудованы турникетами.